# Petor
Petor (o Pethor) è identificato nella Bibbia ebraica come la casa del profeta (o indovino) Balaam, vicino al fiume Eufrate (letteralmente, "il fiume").
Secondo Numeri 22:5-8, Balak, re di Moab, inviò dei messaggeri a Pethor per incontrare Balaam perché questi suscitasse una maledizione sul popolo israelita che aveva lasciato l'Egitto e si stava avvicinando a Moab per occuparne la terra. Balaam chiese ai messaggeri di pernottare a Pethor e di attendere la sua risposta il mattino successivo. In Deuteronomio 23:4, Baalam è descritto come "Balaam figlio di Beor da Pethor della Mesopotamia" (letteralmente, Aram Naharaim).
Ricerche precedenti ipotizzavano che fosse lo stesso luogo di Pitru, una città menzionata in antichi documenti assiri.
Shea identificò Pethor con l’odierna Deir Alla, sulla base di un’iscrizione qui rinvenuta, la quale menziona Pethor e Balaam figlio di Beor. Poiché Deir Alla si trova più vicina al lato est del fiume Giordano piuttosto che al fiume Eufrate, Shea ipotizza che il riferimento in 22:5 al "fiume", una frase usata in seguito nella Bibbia ebraica per indicare il fiume Eufrate, potrebbe essere stato usato per riferirsi al fiume Giordano e che il riferimento ad Aram in Deuteronomio 23:4 sarebbe in realtà un errore da parte di scriba che scambiò tale parola con Adamo, mentre Naharaim sarebbe un'aggiunta successiva.
Tuttavia, tutto questo genera molte speculazioni. Adamo non è un toponimo comune nella Bibbia ebraica: quindi risulta improbabile che un toponimo non comune (Pethor) sia identificato con un altro toponimo non comune (Adam), seguendo la proposta di Shea di "Pethor in Adamo". Né è probabile che Balaam si sarebbe riferito alla sua casa come relativa alle "colline orientali" (Numeri 23:7), se proveniva da Deir Alla, che si trova a nord. 
La regione di "Aram Naharaim", come si trova nel testo biblico ebraico, comprende il fiume Eufrate e si trova a nord-est. Quindi, un sito in questa regione, come Pitru, corrisponderebbe a tutte le descrizioni di Pethor nella Bibbia ebraica. Una spiegazione più semplice per la menzione di Balaam e Pethor nell'iscrizione di Deir Alla sarebbe che Balaam, quale profeta/divinatore itinerante, avesse un ruolo di primo piano nel sito.